# سيمون (مغنية)
سيمون (14 يونيو 1966 -)، ممثلة ومغنية مصرية.

## عن حياتها
حاصلة على ليسانس في اللغة الفرنسية وآدابها من كلية الآداب، جامعة عين شمس، بدأت مشوارها الفني كمغنية بمشاركتها في «مهرجان الصداقة المصرية اليونانية» بأغنية باللغة اليونانية، قدمت أيضًا العديد من الأعمال الغنائية الناجحة في أوائل تسعينيات القرن العشرين وكان من أشهرها «مش نظرة وابتسامة» و«ساعتي مش مظبوطة» و«بتكلم جد» مع المغني حميد الشاعري، دخلت مجال التمثيل بمشاركتها مع الفنانة فاتن حمامة في فيلم يوم مر ويوم حلو عام 1988 توالت أعمالها وقدمت العديد من الأعمال في التلفزيون والمسرح.

### حياتها الأسرية
متزوجة من الناشط السياسي «محمد غنيم».

## أعمالها

### في الغناء

#### الأغاني المنفردة
| - عيون حبيبي. - تاني تاني. - قلبي اللولي. - تاكسي. - هالو ميدو. - مبهورة. - سقف. - عرفوه. - قاعدين ساكتين كدة ليه. - ميرسي. - وياك. | - مالك بيا. - تومبا تومبا. - عينه مني. - كازانوفا. - باتكلم جد. - الهنا هنا. - حكايات. - الحياة. - بسكوت. - تعالا. - انا اللي ناديتك. | - بيحيرني هواك. - حلوة يا مصر. - ليله في ليله. - ألو. - حلو ومر. - رقه. - قال إيه. - عيني. - انا مش سمعت. - وريني. - ماشية وساعتي مش مظبوطة. | - كان في زمان بنوتة. - أحب اقولك. - ماشية في حالي. - في الجنة - باللغة اليونانية. - صدقني بحبك. - الدنيا تروق. - عايزة اصرخ. - استنى شوية. - الا امبارح. - في حاجة كدة. - مش نظرة وابتسامة. | - ياقلبي. - صغيرة. - راح فين. - خاف مني. - تعيش الفرحة. - إسهر بقى لوحدك. |

### في التمثيل

#### أعمال السينما
| سنة الإنتاج | الفيلم           | الشخصية |
| ----------- | ---------------- | ------- |
| 1988        | يوم مر ويوم حلو  | لمياء   |
| 1992        | حالة اشتباه      | سلوى    |
| 1992        | الهجامة          | لولو    |
| 1992        | آيس كريم في جليم | بدرية   |
| 2015        | فزاع             | ايزيس   |

#### من أعمال التلفزيون
| سنة الإنتاج | اسم المسلسل                | الشخصية |
| ----------- | -------------------------- | ------- |
| 1989        | أبيض وأسود                 |         |
| 1990        | مذكرات زوج                 |         |
| 1995        | حلم الجنوبي                | رقية    |
| 1996        | أبو العلا 90               | لولا    |
| 1997        | زيزينيا                    | رينا    |
| 2002        | فارس بلا جواد              | سيجريس  |
| 2004        | حدث في الهرم               | نجوى    |
| 2007        | قيود من نار                | ملك     |
| 2012        | زي الورد                   |         |
| 2015        | بين السرايات               | صباح    |
| 2016        | جراب حواء                  |         |
| 2017        | الكبريت الأحمر 2: الكارما  | عيشة    |
| 2018        | الأب الروحي - الجزء الثاني | بريهان  |
| 2019        | قيد عائلي                  | أماني   |
| 2024        | صيد العقارب                | سميحة   |

#### من أعمال المسرح
| سنة الإنتاج | المسرحية         | الشخصية           |
| ----------- | ---------------- | ----------------- |
| 1999        | كارمن            | كريمان            |
| 2000        | سكة السلامة 2000 | سوسو              |
| 2000        | لعبة الست        | لعبة إبراهيم نفخو |

## الجوائز
- 2000:  مصر - جائزة أفضل ممثلة مسرح مصرية.[3]

## وصلات خارجية
- سيمون على موقع IMDb (الإنجليزية)
- سيمون على موقع قاعدة بيانات الأفلام العربية
- سيمون على موقع ميوزك برينز (الإنجليزية)
- سيمون على موقع قاعدة بيانات الفيلم (الإنجليزية)